# Abolhassan Nadjafi
Pour les articles homonymes, voir Abolhassan.
Abolhassan Nadjafi (en persan ابوالحسن نجفی), né à Nadjaf le 28 juin 1929 et mort le 22 janvier 2016 à Téhéran, est un écrivain, linguiste et traducteur iranien.

## Biographie
Il a commencé à écrire dans les années 1960 en traduisant plusieurs ouvrages.
Il a publié un dictionnaire d’argot persan et a traduit des auteurs français parmi lesquels Jean-Paul Sartre (Le Diable et le Bon Dieu, Les Séquestrés d'Altona, Qu'est-ce que la littérature ?) ; André Malraux (Antimémoires) ; Albert Camus (Caligula) ; Roger Martin du Gard (Les Thibault) ; Claude Lévi-Strauss (Race et Histoire) ; Antoine de Saint-Exupéry (Le Petit Prince).

## Source
- (en) Cet article est partiellement ou en totalité issu de l’article de Wikipédia en anglais intitulé « Abolhassan Najafi » (voir la liste des auteurs).